# Charles Rought
Charles Gardner Rought, född 16 oktober 1884 i Surbiton, död 31 januari 1919 i Lambeth, var en brittisk roddare.
Rought blev olympisk silvermedaljör i fyra med styrman vid sommarspelen 1912 i Stockholm.